# Дембська-Кузня
Дембська-Кузня (пол. Dębska Kuźnia) — село в Польщі, у гміні Хжонстовиці Опольського повіту Опольського воєводства.
Населення — 1257 осіб (2011).

## Демографія
Демографічна структура станом на 31 березня 2011 року:
|          | Загалом | Допрацездатний вік | Працездатний вік | Постпрацездатний вік |
| -------- | ------- | ------------------ | ---------------- | -------------------- |
| Чоловіки | 611     | 90                 | 434              | 87                   |
| Жінки    | 646     | 95                 | 406              | 145                  |
| Разом    | 1257    | 185                | 840              | 232                  |